# Quadraceps alcae
Quadraceps alcae är en insektsart som först beskrevs av Henry Denny 1842.  Quadraceps alcae ingår i släktet Quadraceps, och familjen fjäderlöss. Arten är reproducerande i Sverige.